# 巴勃罗·鲁多明
巴勃罗·鲁多明（西班牙語：Pablo Rudomín，1934年6月15日—）是墨西哥神经生物学家。

## 经历
鲁多明于1934年6月15日出生在墨西哥城的一个犹太人家庭。母亲来自苏联赫梅利尼茨基（今属乌克兰），父亲来自斯莫爾貢（今属白俄罗斯）。他的父亲只接受过小学教育，20世纪20年代逃离苏联移居墨西哥，并于1931年获得墨西哥国籍。鲁多明大学就读于墨西哥国立理工学院，1956年本科毕业，之后继续留校深造，直到获得博士学位。他的研究重点是脊髓神经科学。
他曾任多所大学或研究机构的客座教授：美国纽约洛克菲勒医学研究所（现洛克菲勒大學）（1959-1960年）；瑞典哥德堡大学（1983年）；美国贝塞斯达國立衛生研究院客座教授（1968年-1969年；1984年-1986年；1990年-1991年）。

## 荣誉
鲁多明博士获得的部分荣誉如下：
- 墨西哥国家艺术与科学奖物理、数学和自然科学奖（1979年）[6]
- 阿斯图里亚斯亲王奖科学技术奖（1987年）
- 蒙特雷科技大学路易斯·埃利桑多奖医学和生物科学奖（1989年）
- 墨西哥国立理工学院“拉萨罗·卡德纳斯”奖（1996年）
- 墨西哥普埃布拉国立自治大学（英语：Meritorious Autonomous University of Puebla）名誉博士（2003年）
- 墨西哥新莱昂自治大学名誉博士（2011年）
- 墨西哥国立自治大学名誉博士（2011年）
- 墨西哥州奖（2012年）